# Aseraggodes microlepidotus
Aseraggodes microlepidotus är en fiskart som beskrevs av Weber, 1913. Aseraggodes microlepidotus ingår i släktet Aseraggodes och familjen tungefiskar. Inga underarter finns listade i Catalogue of Life.